# Phyllonorycter memorabilis
Phyllonorycter memorabilis là một loài bướm đêm thuộc họ Gracillariidae. Nó được tìm thấy ở Hoa Kỳ (California).
Ấu trùng ăn Lathyrus species. Chúng ăn lá nơi chúng làm tổ.